# Cataetyx alleni
Cataetyx alleni är en fiskart som först beskrevs av Byrne, 1906.  Cataetyx alleni ingår i släktet Cataetyx och familjen Bythitidae. Inga underarter finns listade i Catalogue of Life.